# 沙西寺

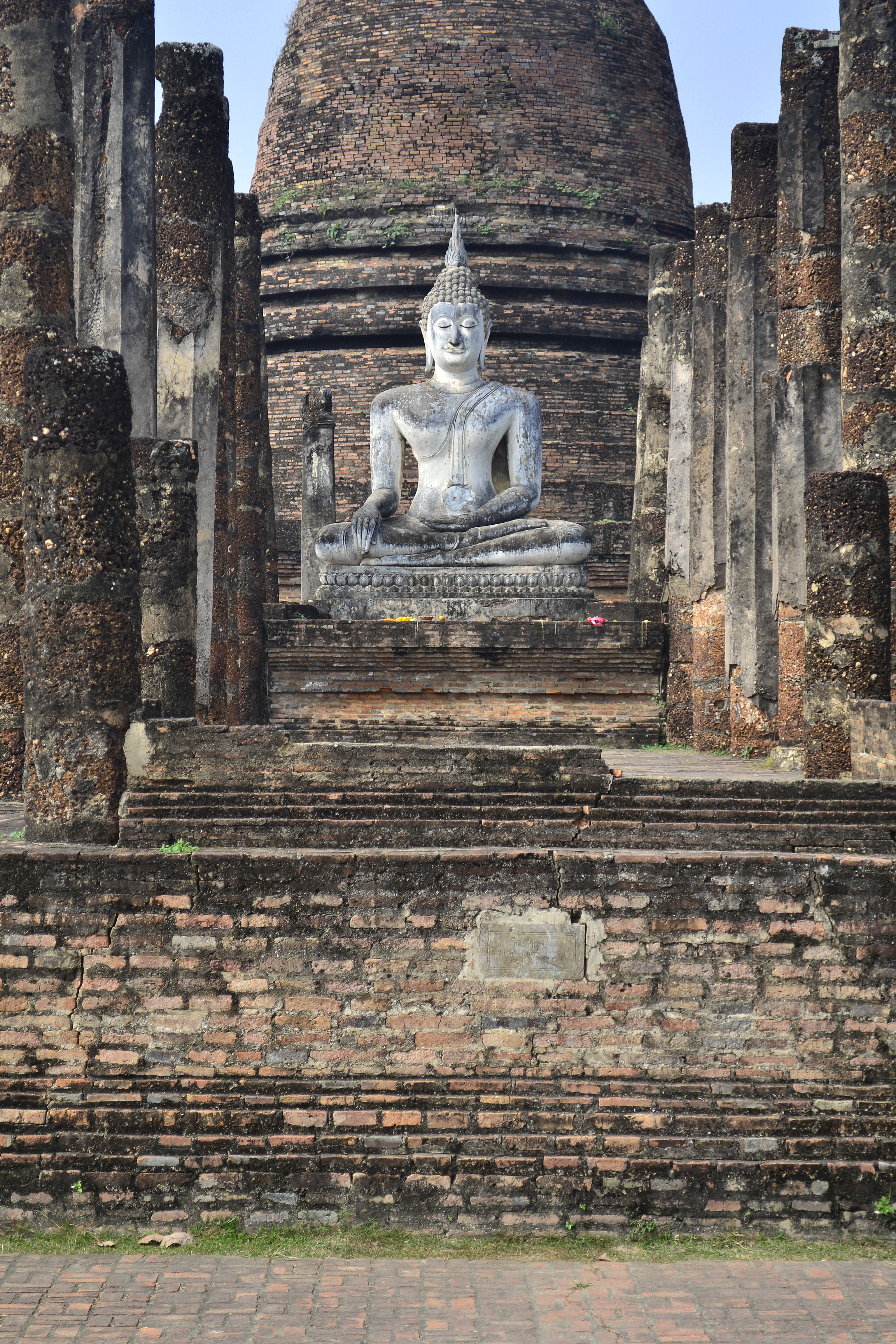
沙西寺的佛像

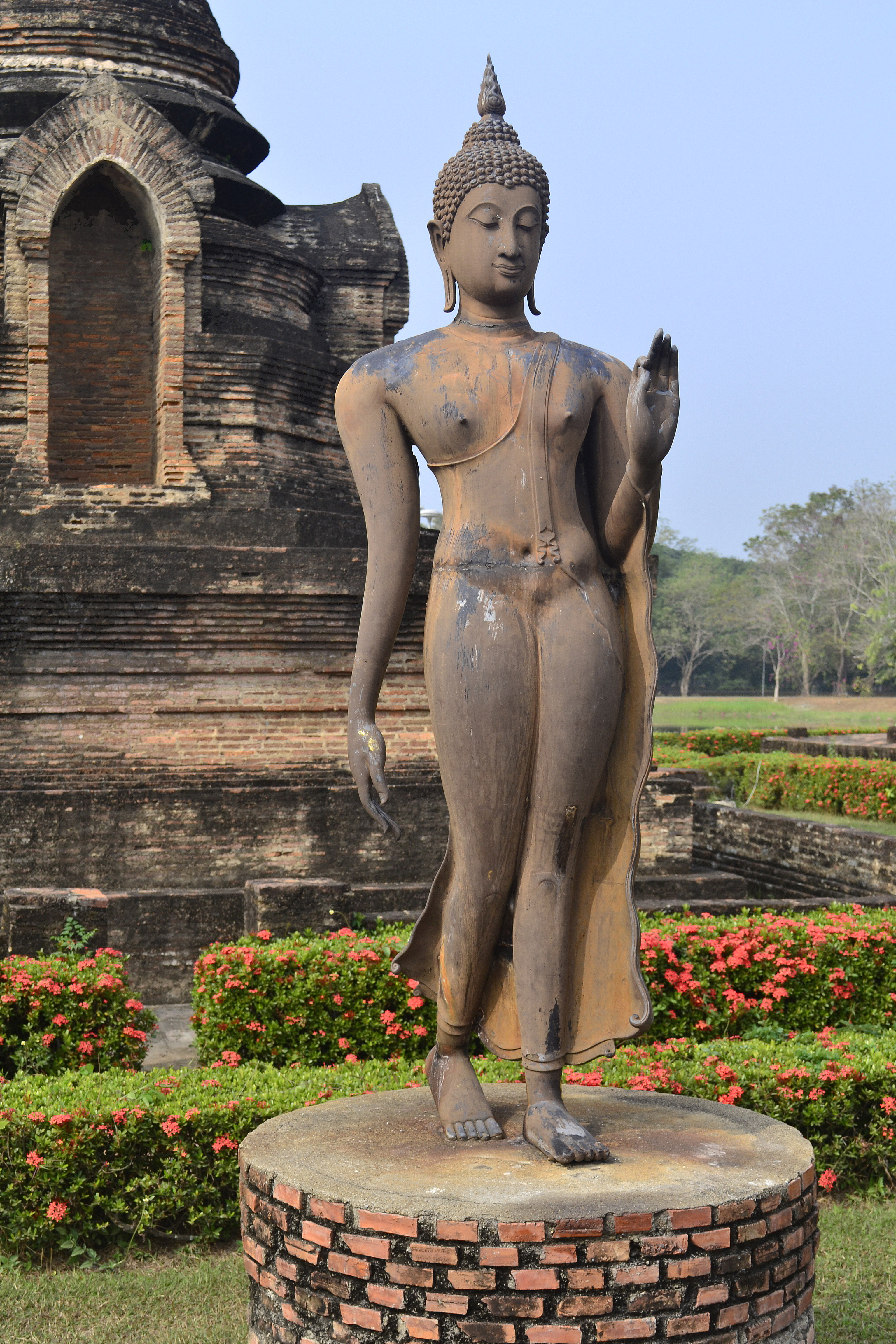
沙西寺的行走佛像，線條優美動人

沙西寺位於泰國素可泰府，為素可泰歷史公園裡的佛寺遺址之一。沙西寺座落於公園湖泊的小島上，周邊湖水與翠蔭綠地環繞，是一座錫蘭風格的佛塔，又稱為「臨水佛寺」。

## 歷史
沙西寺是素可泰王朝一座非常重要的佛寺，這裡曾發掘第一次用泰文記載素可泰歷史的石碑，碑文中記載石碑建於西元十四世紀末期，該石碑現已移到泰國蘭甘杏國家博物館內收藏。

## 建築
沙西寺的大部分佛塔現已毀壞，其中有兩座鐘塔狀佛塔，據傳是為了安奉素可泰李泰王的骨灰而興建。寺中有一尊行走姿態的佛像，身形圓融飽滿，身姿曼妙曲線柔美。佛像的左手結印，右手垂下、指尖微翹，造形十分生動，充分體現素可泰時期的藝術風格。佛像的後方有大雄寶殿及九座大小不一的佛塔，現僅存部份佛塔遺跡。

## 水燈節
素可泰府是水燈節（英語：Loi Krathong）的發源地，故每年泰曆之十二月十五日（公歷11月) 的月圓之夜，當地的居民會圍坐在沙西寺的池畔賞月、欣賞表演節目，及施放水燈。

## 周邊景點

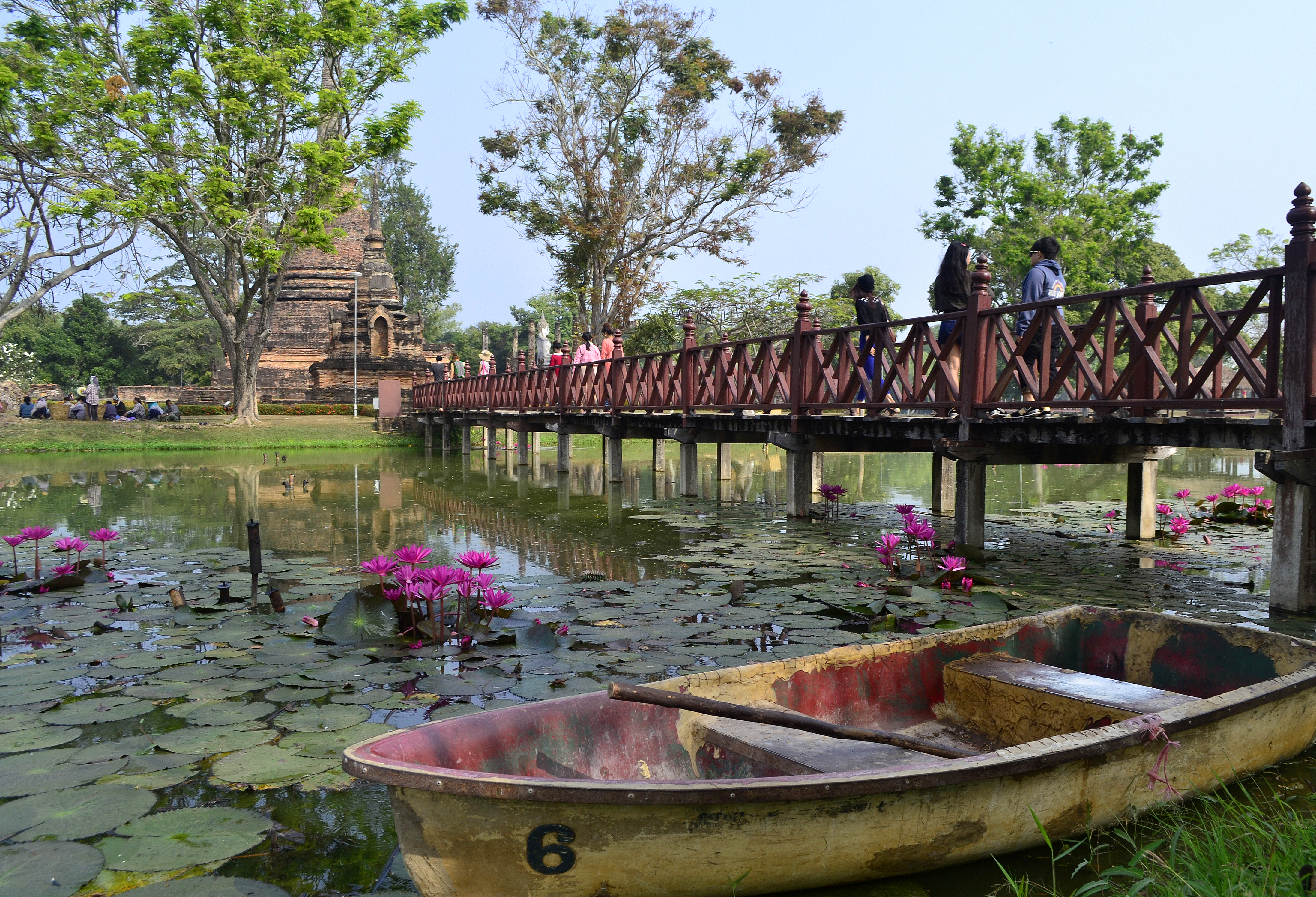
位於池水中央的沙西寺
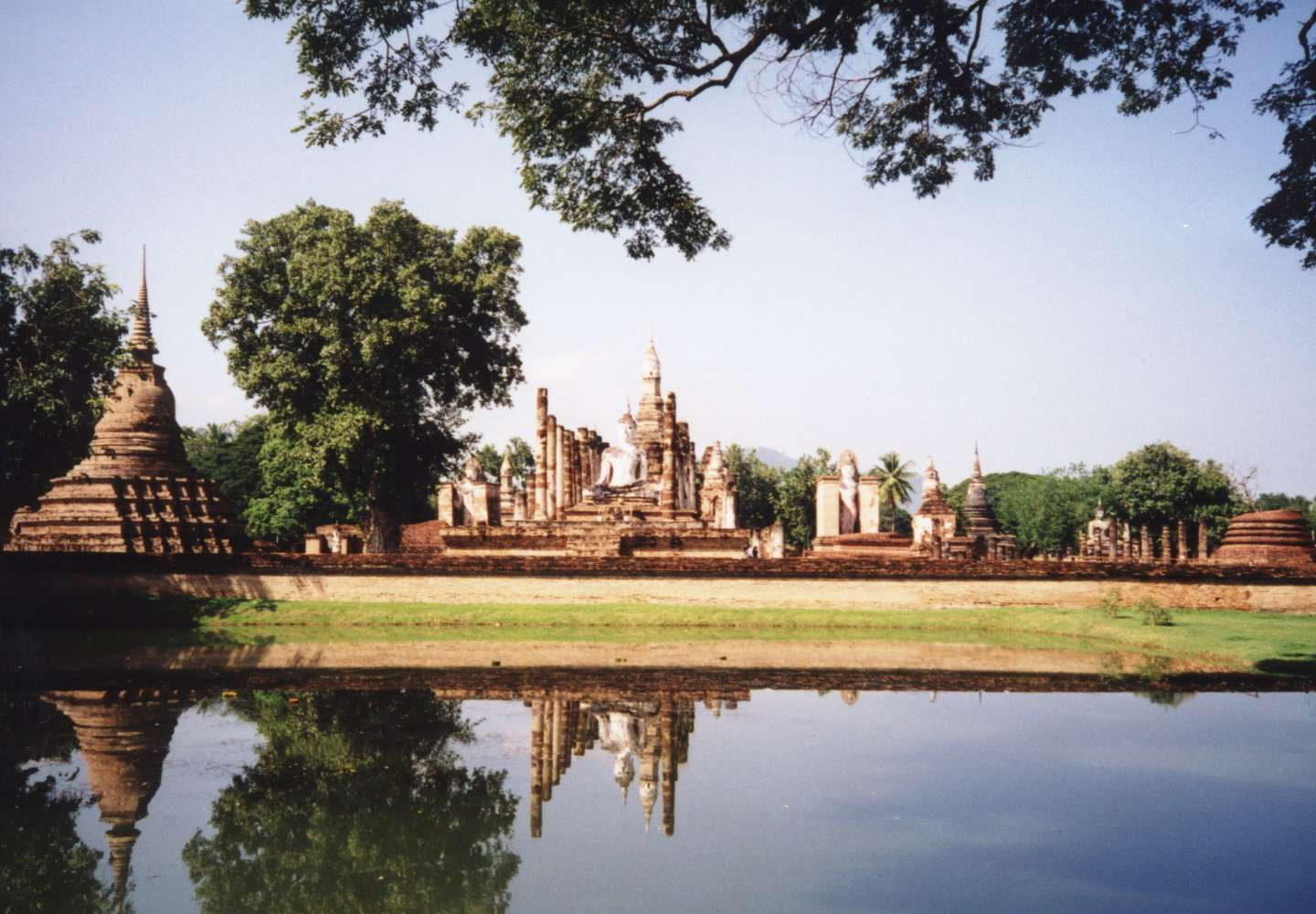
素可泰歷史城鎮
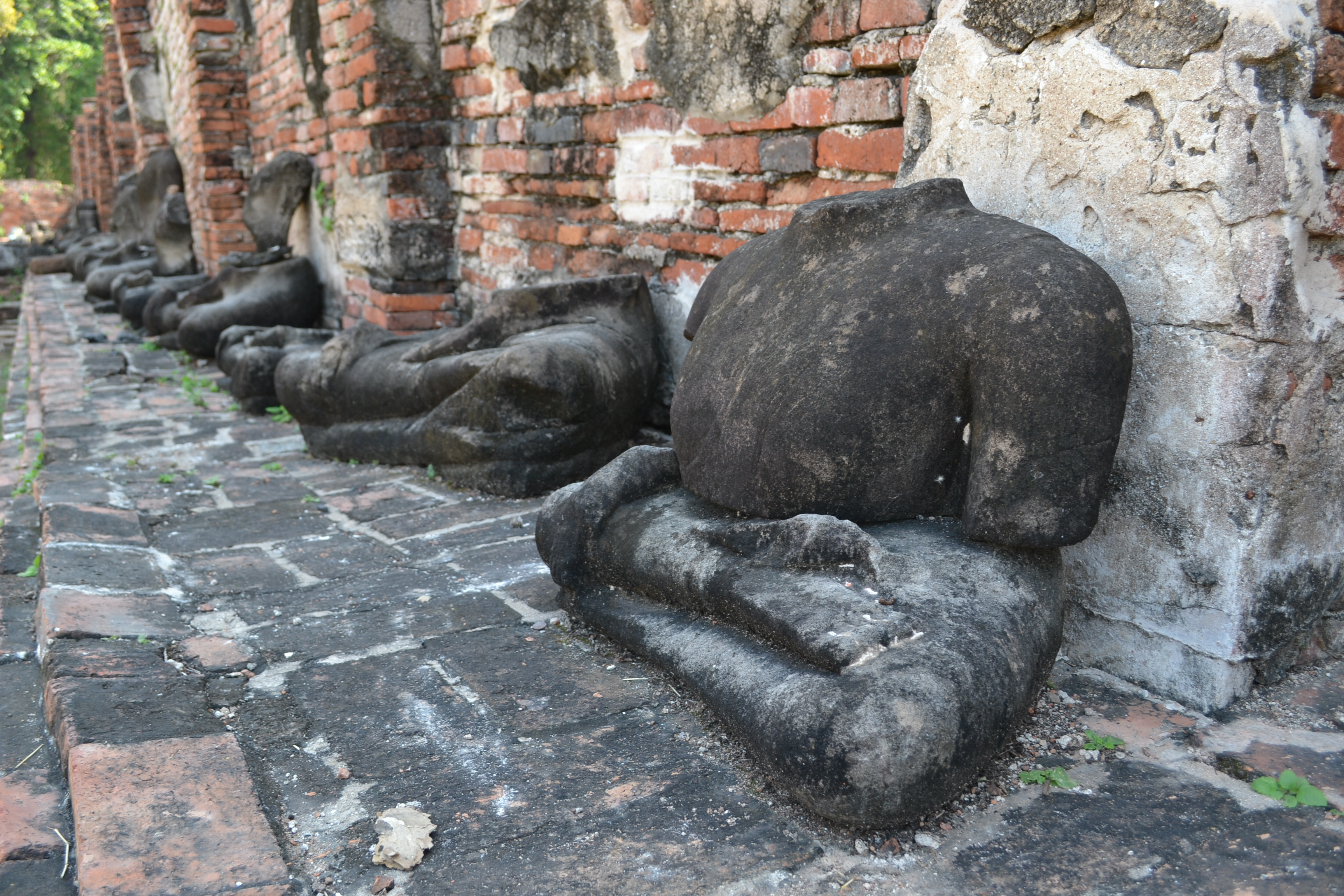
瑪哈泰寺
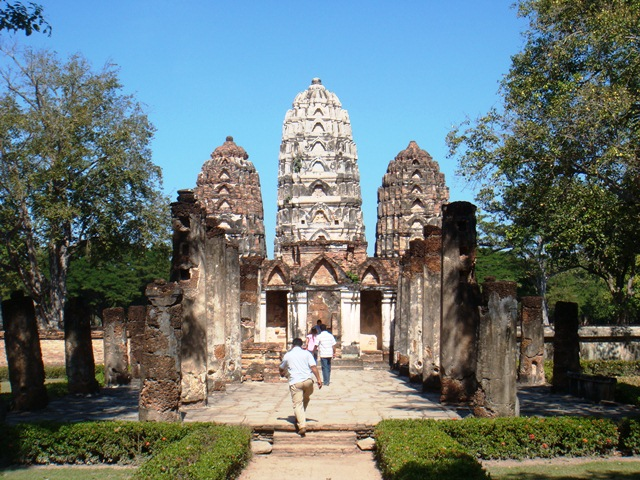
西沙瓦寺
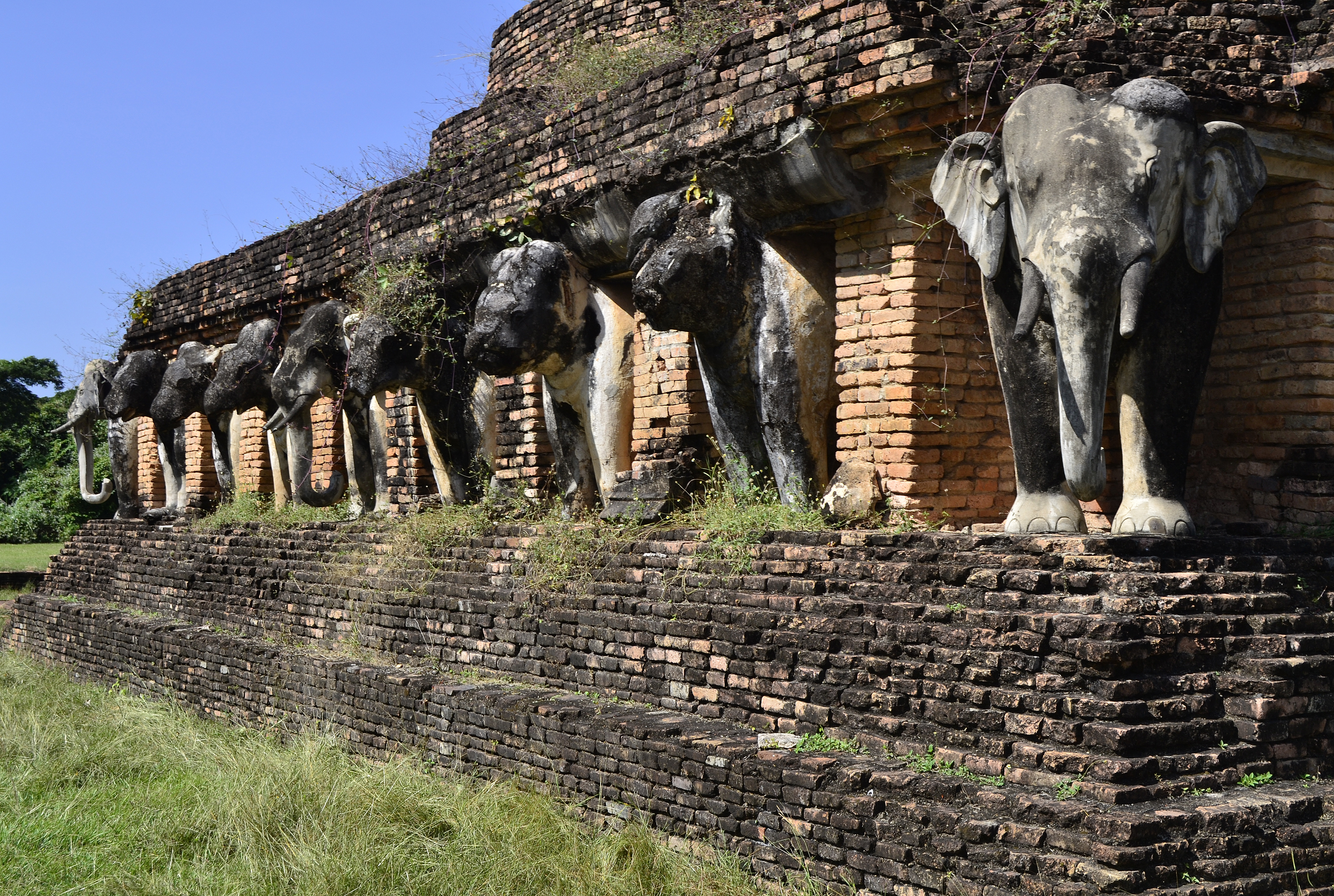
環象寺

## 外部連結
- History of Ayutthaya 沙西寺 （页面存档备份，存于）
- Wat Sa Si, One of Sukhothai’s most attractive monuments （页面存档备份，存于）（英文）
- Wat Sa Si, Sukhothai, Thailand （页面存档备份，存于）（英文）